# L. Fisson & Cie
L. Fisson & Cie est un constructeur automobile français.

## Production

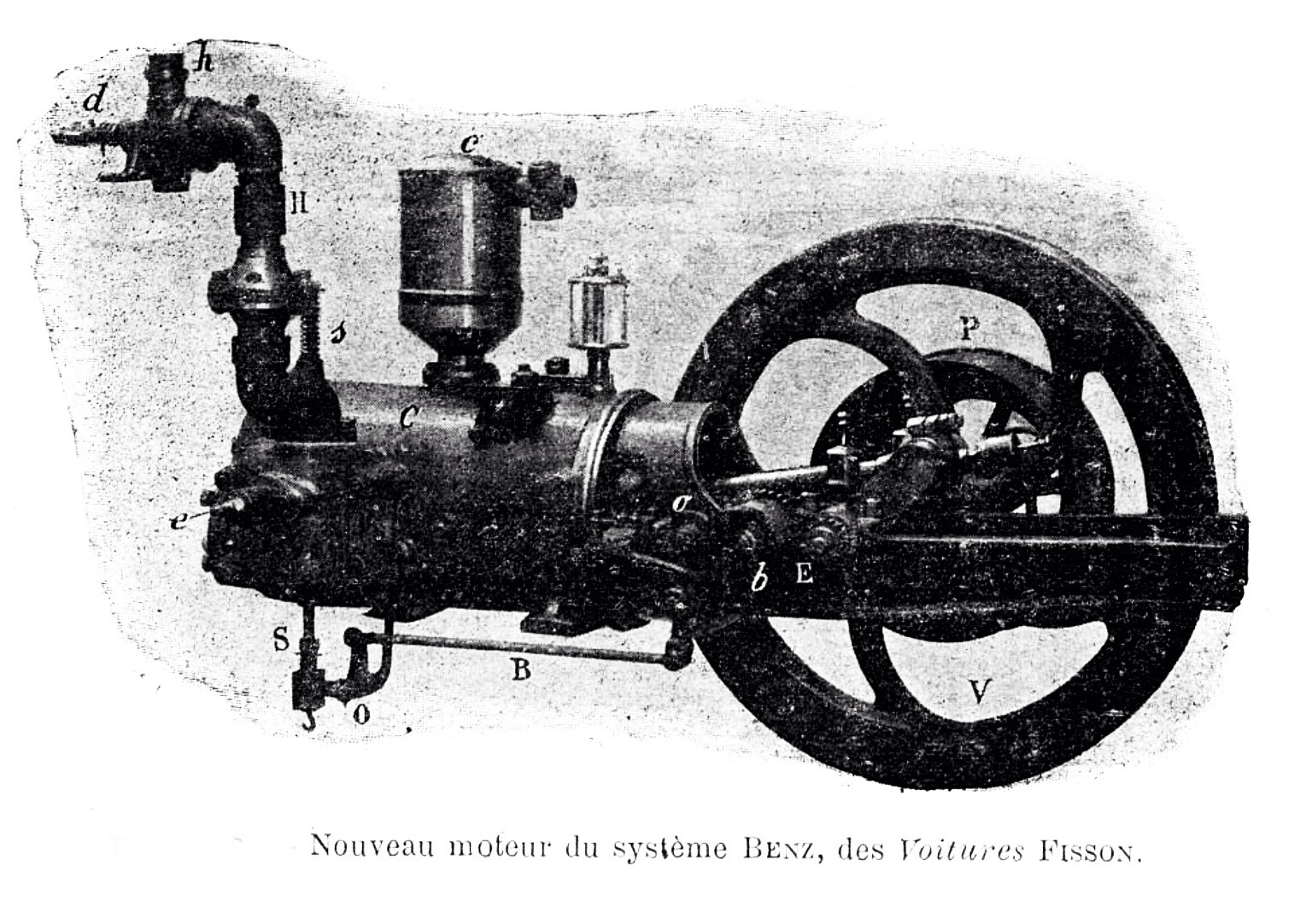
Fisson Moteur (1897).

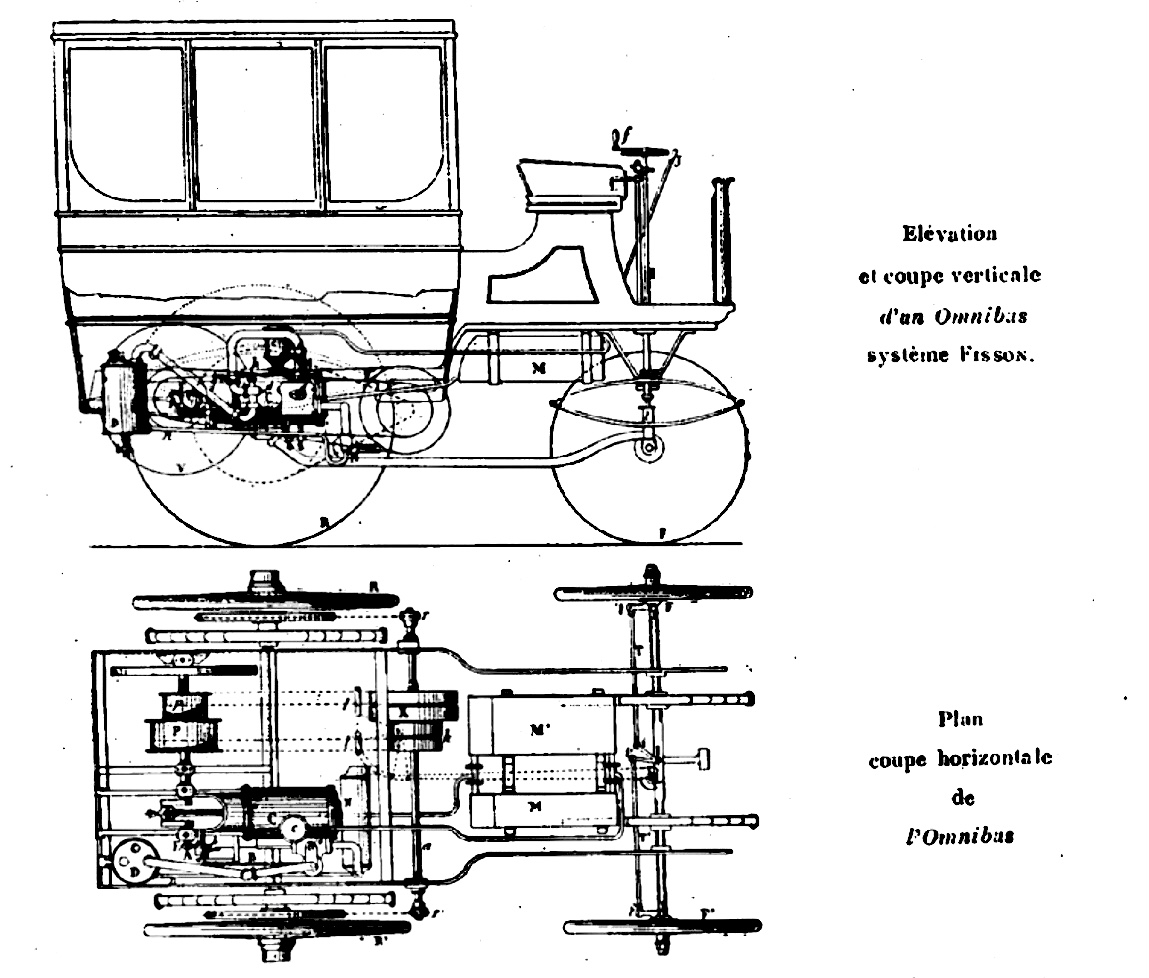
Omnibus Fisson (1897).

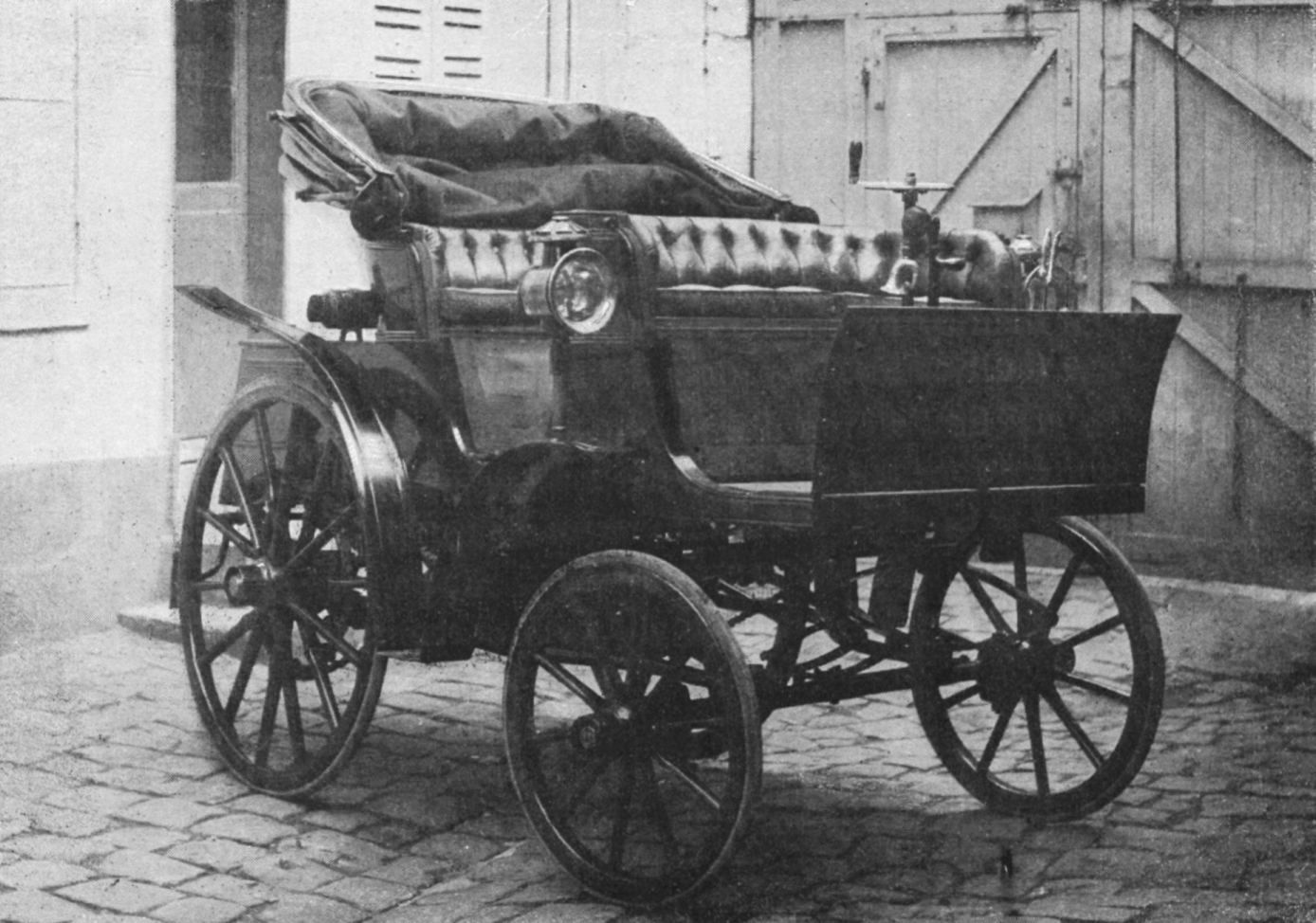
Fisson à moteur Benz (1897).

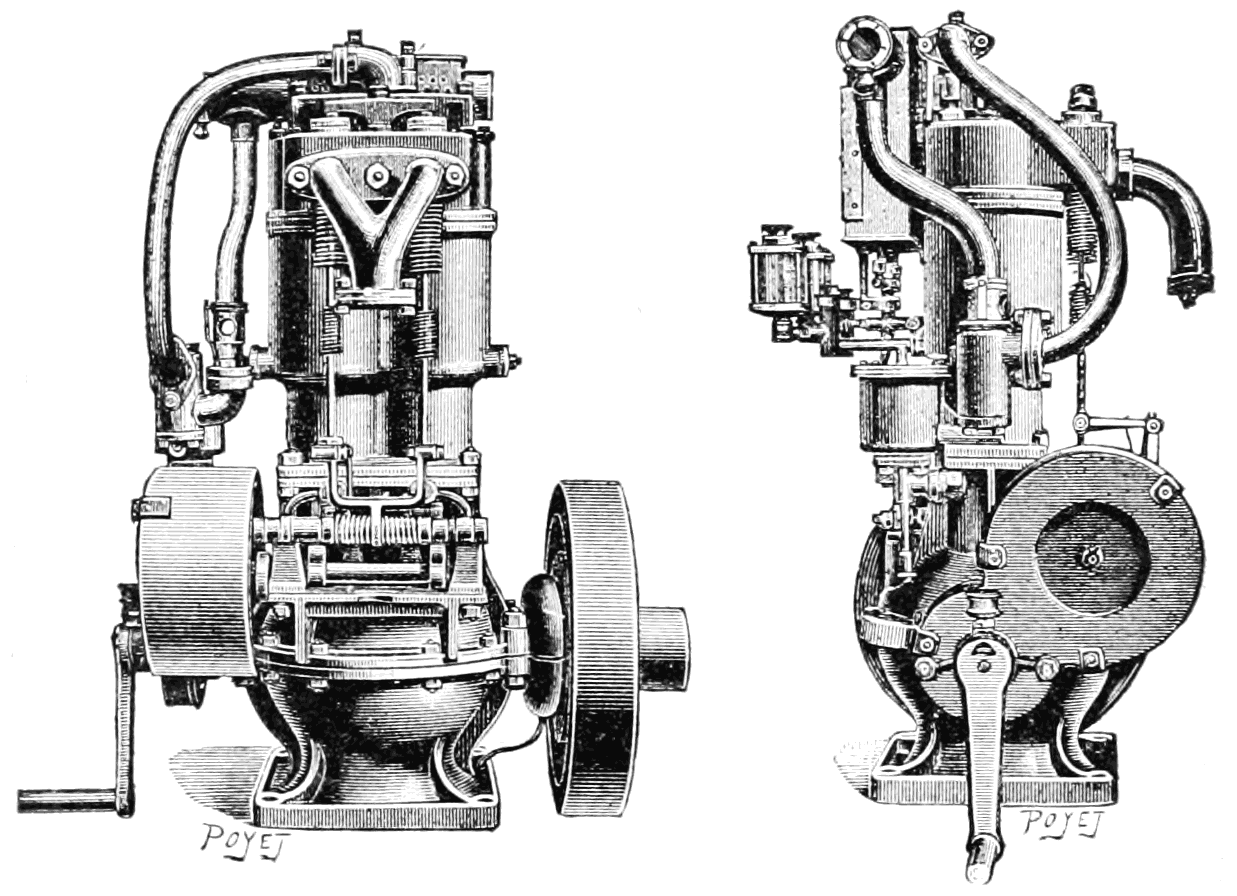
Fisson moteur Panhard & Levassor deux cylindres.

L’entreprise basée à Paris a commencé à produire des automobiles en 1896. Le nom de la marque était Fisson. L’usine était située au 14 Rue Maublanc. Le premier modèle était équipé d’un moteur monocylindre horizontal basé sur le principe Benz, qui était installé à l’arrière du véhicule. Le moteur fonctionnait selon le principe des deux temps. Les différents corps offraient de la place pour deux, quatre ou six personnes. En septembre 1896, deux voitures Fisson participent à la course automobile de Paris à Marseille en passant par Lyon. Louis Fisson a piloté personnellement la Victoria à quatre places avec le numéro 33 et M. Poinsot a piloté la biplace avec le numéro 32.
Un modèle plus avancé ressemblait davantage à la Panhard & Levassor, plus moderne. Ici, un moteur bicylindre d’une cylindrée de 2920 cm³, monté à l’avant du véhicule, assurait la conduite. La boîte de vitesses avait quatre vitesses.
Un véhicule de cette marque existe toujours. Il fait partie de la collection de Leonardslee Gardens à Lower Beeding près de Horsham et est occasionnellement utilisé dans la course de voitures vétérans de Londres à Brighton. La production a été arrêtée en 1899.